# Antenne individuelle de télévision
Une antenne individuelle, SAT, TNT ou TAT, correspond à un ensemble de moyens de captage et de traitement, à propriété non partagée, qui aboutissent à une ou plusieurs prises d'usager situées dans un même foyer (appartement ou pavillon)
Pour mémoire, on parle techniquement d'antenne collective dès que le système est basé sur la répartition, dès 2 prises entre foyers différents.